# Papraća
Papraća (en serbe cyrillique : Папраћа) est un village de Bosnie-Herzégovine. Il est situé dans la municipalité de Šekovići et dans la république serbe de Bosnie. Selon les premiers résultats du recensement bosnien de 2013, il compte 178 habitants.

## Démographie

### Répartition de la population par nationalités (1991)
En 1991, le village comptait 286 habitants, répartis de la manière suivante :

### Communauté locale
En 1991, la communauté locale de Papraća comptait 1 960 habitants, répartis de la manière suivante :